# Félix Lefebvre

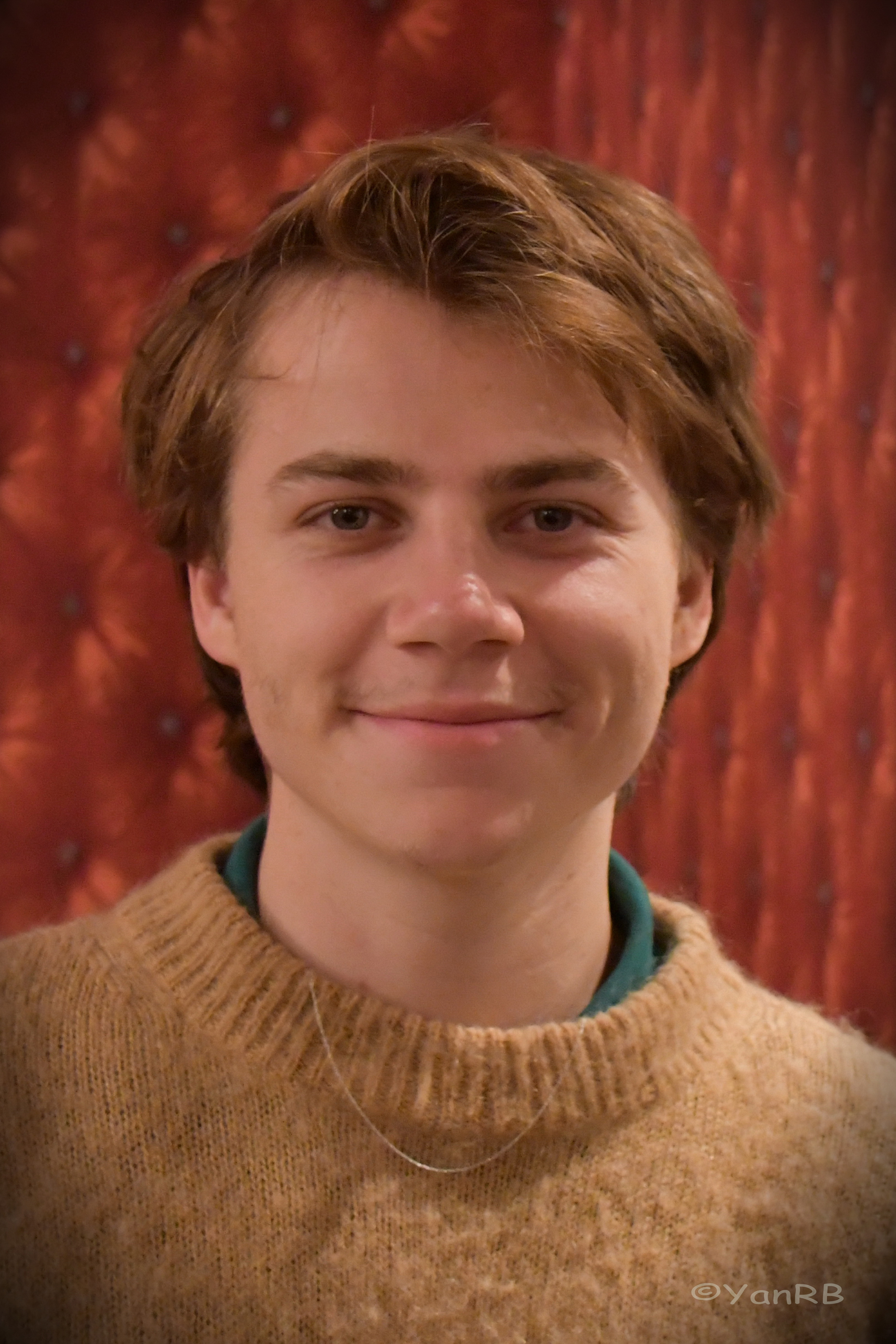
Félix Lefebvre, 2022

Félix Lefebvre (* 19. November 1999 in Saint-Maurice) ist ein französischer Filmschauspieler.

## Leben
Von 2017 bis 2018 war Félix Lefebvre in der französischen Miniserie Le Chalet von Alexis Lecaye und Camille Bordes-Resnais in der Rolle Julien Rodiers zu sehen, des Sohnes von Jean-Louis und Françoise Rodier, die mit ihrer Familie in das titelgebende Chalet einziehen. Eine größere Rolle hatte er auch in dem Mystery-Thriller L'heure de la sortie von Sébastien Marnier, der im August 2018 in Venedig vorgestellt wurde und im Januar 2019 in die französischen Kinos kam.
In dem Filmdrama Sommer 85 von François Ozon nach einem Roman von Aidan Chambers übernahm er die Rolle von Alexis. Für diese Leistung erhielt er bei der César-Verleihung 2021 eine Nominierung als Bester Nachwuchsdarsteller.

## Filmografie (Auswahl)
- 2017–2018: Le Chalet (Fernsehserie, 5 Folgen)
- 2018: Les temps d’hiver (Kurzfilm)
- 2018: Schulschluss (L’heure de la sortie)
- 2018: Infidèle (Fernsehserie, 6 Folgen)
- 2019: Magie noire (Kurzfilm)
- 2019: When comes the night (Kurzfilm)
- 2020: Une nuit, à travers champs (Kurzfilm)
- 2020: Sommer 85 (Été 85)
- 2021: Suprêmes
- 2022: Wild wie das Meer (La passagère)
- 2023: Mein fabelhaftes Verbrechen (Mon crime)
- 2023: Rien à perdre

## Auszeichnungen
César
- 2021: Nominierung als Bester Nachwuchsdarsteller (Sommer 85)

Prix Lumières
- 2021: Auszeichnung als Bester Nachwuchsdarsteller (Sommer 85)[5]